# Сгради на Института за защита на паметниците на културата и музей – Прилеп
Сградите на Института за защита на паметниците на културата и музей – Прилеп (на македонска литературна норма: Згради на Заводот за заштита на спомениците на културата и Музеј - Прилеп) са две административни сграда в град Прилеп, Република Македония. Обявени са за паметник на културата.

## История
Сградите са разположени на улица „Александър Македонски“ (старо име „Моша Пияде“) № 142. Едната е построена в годините 1939 – 1941, а другата в 1970. Първоначално тук е настанена община Прилеп, а с играждането на нова общинска сграда, тук е разположен Институтът и музей.

## Описание
Едната сградата е приземна с масивни тухлени зидове и дървен покрив на много води с керемиди. Входът е директно от улица. Има голям вътрешен хол, от който се влиза в изложбеното помещение, библиотеката и един офис.
Втората сграда се състои от приземие и етаж. Изградена е също от цяла тухла и има дървен покрив с керемиди. Входът е от задния двор, а помещенията са ориентирани на север и запад и се ползват като депа.
В рамките на комплекса има и приземни обекти от тухла с дървен покрив от керемиди, разположени на юг и запад, които се използват като депа и офиси.
Сградите имат декоративни елементи на фасадите и запазен ритъм на прозорците.